# Mofeta & Jerre
Mofeta & Jerre är en svensk hiphopduo från Stockholm. År 2007 blev de den första rapgruppen någonsin att tilldelas Ted Gärdestadstipendiet på 50 000 kronor. Duon består av Victor Marko och Jens Siverstedt, och de producerar all musik själva. Mofeta och Jerre driver också hiphopklubben Klubb Spiderdogs i Stockholm, där de spelat som kompband till några av de största inom svensk hiphop. De släpper sina låtar genom det egna bolaget Pumpa Records. Mofeta & Jerre brukar också spela som gatumusikanter. Mofeta och Jerre är främst kända för låten Herr Åkesson. 
Victor Marko är en hängiven supporter till fotbollslaget Gais. 

## Priser och utmärkelser
- 2007 – Ted Gärdestadstipendiet

## Diskografi
- 2005 – Äger sönder (EP)
- 2006 – Läget då? (EP)
- 2007 – VIP Singel
- 2007 – Vad dom än säger (EP)
- 2008 – Laxmacka Crew Mixtape
- 2009 – Fonky Fly Singel
- 2009 – Hittar alltid hem till Gårda Singel
- 2009 – Sitter som en smäck Singel
- 2010 – Bomben
- 2011 – Briljanter & Smaragder
- 2012 – Balsam feat. Timbuktu Singel
- 2013 – Mamma sa Singel
- 2014 – Musiken Singel